# Шипиган
Шиппаган (лат. Cibaguensi, фр. Shippagan, англ. Shippagan) — небольшой преимущественно франкоязычный портовый город в графстве Глостер на севере провинции Нью-Брансуик, Канада. Несмотря на небольшое население (около 2,8 тыс. чел.) город является крупнейшим в провинции центром коммерческого рыболовства. В городе также имеет свой кампус-филиал франкоязычный Монктонский университет.

## Население
95,9 % жителей — франкофоны (франко-акадцы), 2,7 % — англофоны, 0,4 % — билингвы и 0,8 % аллофоны.
| 1861 | 1986  | 1991  | 1996  | 2001  | 2006  |
| ---- | ----- | ----- | ----- | ----- | ----- |
| 740  | 2.801 | 2.760 | 2.862 | 2.920 | 2.754 |